# Sigmodontomys
Sigmodontomys é um género de roedor da família Cricetidae.

## Espécies
- Sigmodontomys alfari J. A. Allen, 1897
- Sigmodontomys aphrastus (Harris, 1932)